# اوگو لپه
اوگو لپه (اسپانیایی: Hugo Lepe‎; ۱۴ آوریل ۱۹۴۰ – ۴ ژوئیهٔ ۱۹۹۱) بازیکن فوتبال اهل شیلی بود.
از باشگاه‌هایی که در آن بازی کرده‌است می‌توان به باشگاه فوتبال یونیورسیداد شیلی اشاره کرد.
وی همچنین در تیم ملی فوتبال شیلی بازی کرده‌است.